# Jack (film fra 1996)
 For alternative betydninger, se Jack. (Se også artikler, som begynder med Jack)
Jack er en amerikansk coming-of-age komediefilm-dramafilm fra 1996 instrueret af Francis Ford Coppola og med Robin Williams i hovedrollen. I filmen medvirker Diane Lane, Jennifer Lopez, Fran Drescher, Bill Cosby og Brian Kerwin. Williams spiller rollen som Jack Powell, en dreng, der ældes fire gange hurtigere end normalt som følge af Werners syndrom, en form for progeria.